# Zakrzewo Kościelne
Zakrzewo Kościelne – wieś sołecka w Polsce położona w województwie mazowieckim, w powiecie płockim, w gminie Mała Wieś.
| SIMC    | Nazwa          | Rodzaj    |
| ------- | -------------- | --------- |
| 0571139 | Holendry       | część wsi |
| 0571145 | Zakrzewo-Błota | część wsi |
| 0571151 | Zakrzewo-Góry  | część wsi |

W latach 1975–1998 miejscowość administracyjnie należała do województwa płockiego.

## Parafia
Zasugerowano, aby wydzielić z tego artykułu informacje nt. parafii do artykułu Parafia św. Apostołów Piotra i Pawła w Zakrzewie Kościelnym.  (dyskusja)
Zasugerowano, aby wydzielić z tego artykułu informacje nt. kościoła do artykułu Kościół pw. Świętych Apostołów Piotra i Pawła w Zakrzewie Kościelnym.  (dyskusja)
We wsi znajduje się parafia pw. św. Apostołów Piotra i Pawła. Historia tej parafii sięga XII wieku. Pierwsza wzmianka o budowli sakralnej w Zakrzewie pochodzi z końca XIV stulecia, chociaż prawdopodobnie istniała tutaj już wcześniej. Jej losy zakończył niszczycielski wylew Wisły w 1619. Drewniany kościół parafialny został wybudowany w 1620 z fundacji Marcina Lasockiego. Jest to niewielka drewniana świątynia orientowana, o konstrukcji zrębowej, na kamiennej podmurówce. Jej główna nawa została zbudowana na planie zbliżonym do kwadratu z węższym i niższym prezbiterium. W zakrzewskiej świątyni znajduje się barokowy ołtarz główny i dwa boczne. Obok kościoła znajduje się drewniana dzwonnica z połowy XVII wieku.
W poł. XiX w. siedziba proboszcza została przeniesiona do sąsiedniej wsi Kępa Polska w której znajduje się drugi na terenie parafii murowany kościół filialny Św. Klemensa z lat 1785-86. Parafia zachowała jednak nazwę Zakrzewo Kościelne (z siedzibą w Kępie Polskiej).
Parafia liczy ok. 1500 osób. Należą do niej następujące miejscowości: Chylin, Kępa Polska, Podgórze-Parcele, Podgórze, Rakowo, Starzyno, Zakrzewo Kościelne.